# Zličín

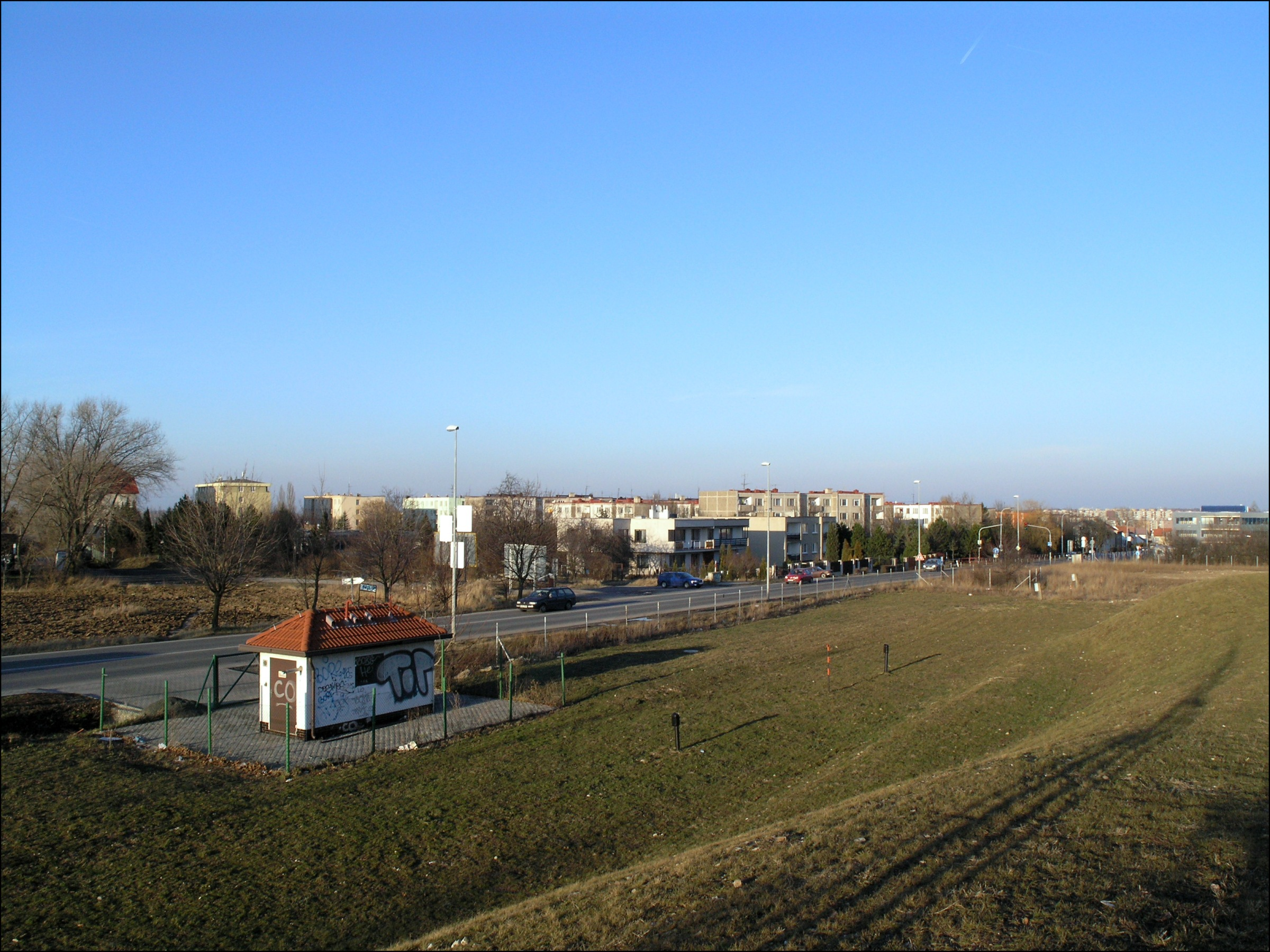
Zličín

Zličín est un quartier pragois situé dans le nord-ouest de la capitale tchèque, appartenant à l'arrondissement de Prague 5, d'une superficie de 317,61 hectares. Elle constitue le nord-est du quartier Praha-Zličín (Ce dernier est depuis 1990 un quartier pragois, constitué de Zličín, Sobín, et du nord de Třebonice).

## Histoire
Zličín est surtout connu des Pragois en tant que zone commerciale (Tesco, IKEA, Globus, Datart, Metropole) et station du métro de Prague. Paradoxalement ceux-ci se trouvent sur le terrain de Třebonice. 
Zličín est à l'origine un village. À partir de 1960, le village de Sobín y est joint. Zličín et Sobín sont ensuite rattachés à Prague en 1974.

## Type de quartier
Les constructions dominantes sont de larges maisons de famille. Il y a également un petit parc HLM (Sídliště), construit à l'époque pour les besoins de l'armée. Lors du rattachement de Zličín à Prague, il a été décidé que ce quartier deviendrait une zone industrielle.

## Industries

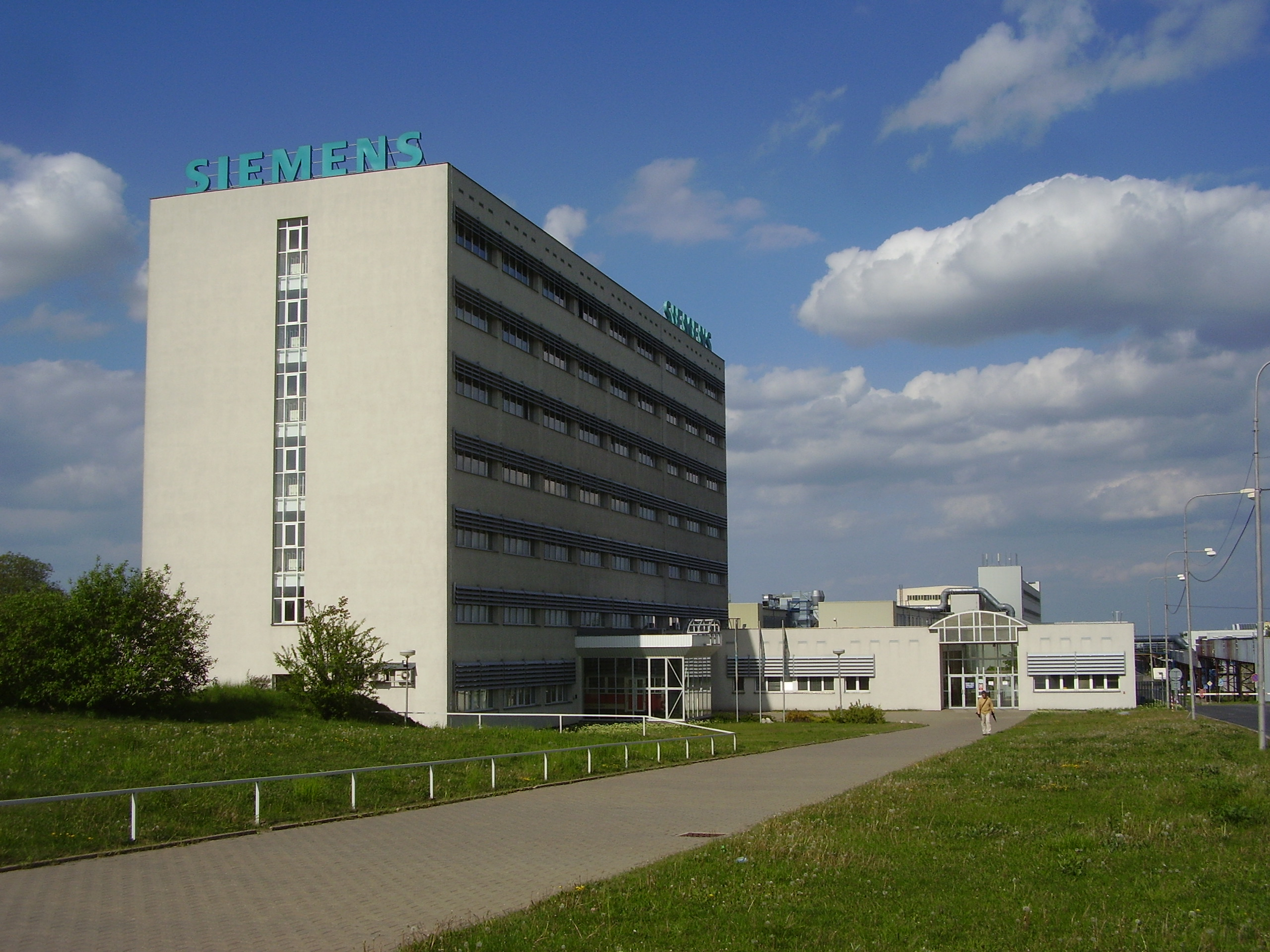
Siemens

Les industries présentes à Zličín sont :
- Siemens
- Technocom
- IKEA
- ADP (Automatic Data Processing) jusqu'en 2013.

## Transport
Depuis novembre 1994, grâce à la station de métro, et bien qu'elle ne se trouve pas directement à Zličín mais à sa frontière, tout le quartier est facilement accessible du reste de Prague. La station de métro est aussi une grande station de bus, dont certaines lignes conduisent à Pilsen et Kladno. Une d'entre elles mène également à l'aéroport.

## Sport
Le club local FC Zličín a été fondé en 1929.

## Zones commerciales
- Métropole Zličín, à proximité de la station de métro.
- Home Park avec notamment les magasins Ikea, Tesco et Datart.